# Karoline Brygmann
Karoline Brygmann (* 15. September 1985 in Kopenhagen) ist eine dänische Schauspielerin, Sängerin und ehemaliges Model.

## Leben
Karoline Brygmann wuchs in Kopenhagen auf, wo sie bis heute lebt. Ihr Vater ist der Schauspieler Jens Brygmann (* 1960). Ihre beiden Onkels Lars Brygmann und Martin Brygmann sind ebenfalls als Schauspieler tätig. Ihre Cousine ist die Musikerin und Schauspielerin Frida Brygmann (* 1991).
Nach ihrem Schulabschluss im Jahr 2003 war die 1,76 m große Brygmann zunächst einige Zeit lang als Model tätig. Sie war auf dem Laufsteg aktiv und wirkte auch in mehreren Werbespots im dänischen Fernsehen mit. Danach absolvierte sie vier Jahre lang ein Musikstudium und eine Gesangsausbildung am Syddansk Musikkonservatorium im Esbjerg. Von 2012 bis 2016 absolvierte sie schließlich ihre Schauspielausbildung an der Staatlichen Theaterhochschule in Kopenhagen. Seit 2013 hat sie als Schauspielerin vor der Kamera in bislang mehr als 30 Film-und-Fernsehproduktionen mitgewirkt, darunter auch in mehreren Kurzfilmen. Zeitweise war sie auch als Regieassistentin bei Spielfilmen und Fernsehserien aktiv. Als Bühnendarstellerin wirkte sie in mehreren Theaterstücken und Musicals mit, so unter anderem auch am Aalborg-Theater.
Brygmann ist verheiratet und hat zwei Kinder.

## Filmografie (Auswahl)
- 2013: Sjit Happens (Fernsehserie, 1 Folge)
- 2015: Mommy (Kurzfilm)
- 2016: Follow the Money (Fernsehserie, 1 Folge)
- 2017: Mercur (Fernsehserie, 6 Folgen)
- 2018: Small Town Criminals – Vollzeiteltern, Teilzeitgauner (Fernsehserie, 1 Folge)
- 2018: The Indecent Ones
- 2018: Chicky Red Grill
- 2019: Perfekte steder
- 2020: The Train Ride (Kurzfilm)
- 2021: Orange Feeling
- 2022: Toskana